# Geranoaetus polyosoma
El aguilucho común o aguilucho ñanco (Geranoaetus polyosoma), también llamado busardo dorsirrojo, águila parda, águila de pecho blanco o pihuel, es una especie de ave accipitriforme de la familia Accipitridae.

## Distribución y hábitat
Su área de distribución cubre desde Colombia y Ecuador por el norte, a través de Perú, Bolivia, Paraguay y Uruguay, gran parte de Argentina y todo Chile, llegando hasta el extremo austral del continente, así como en islas oceánicas próximas al continente sudamericano, como las islas Malvinas y el archipiélago Juan Fernández. Accidentalmente también se ha reportado en Brasil.
Vive en diversas elevaciones, incluso altiplánicas, aunque es más frecuente en las zonas costeras y en zonas bajas de la Cordillera de los Andes. Prefiere ambientes no selváticos, bosques abiertos, arbustales y estepas.

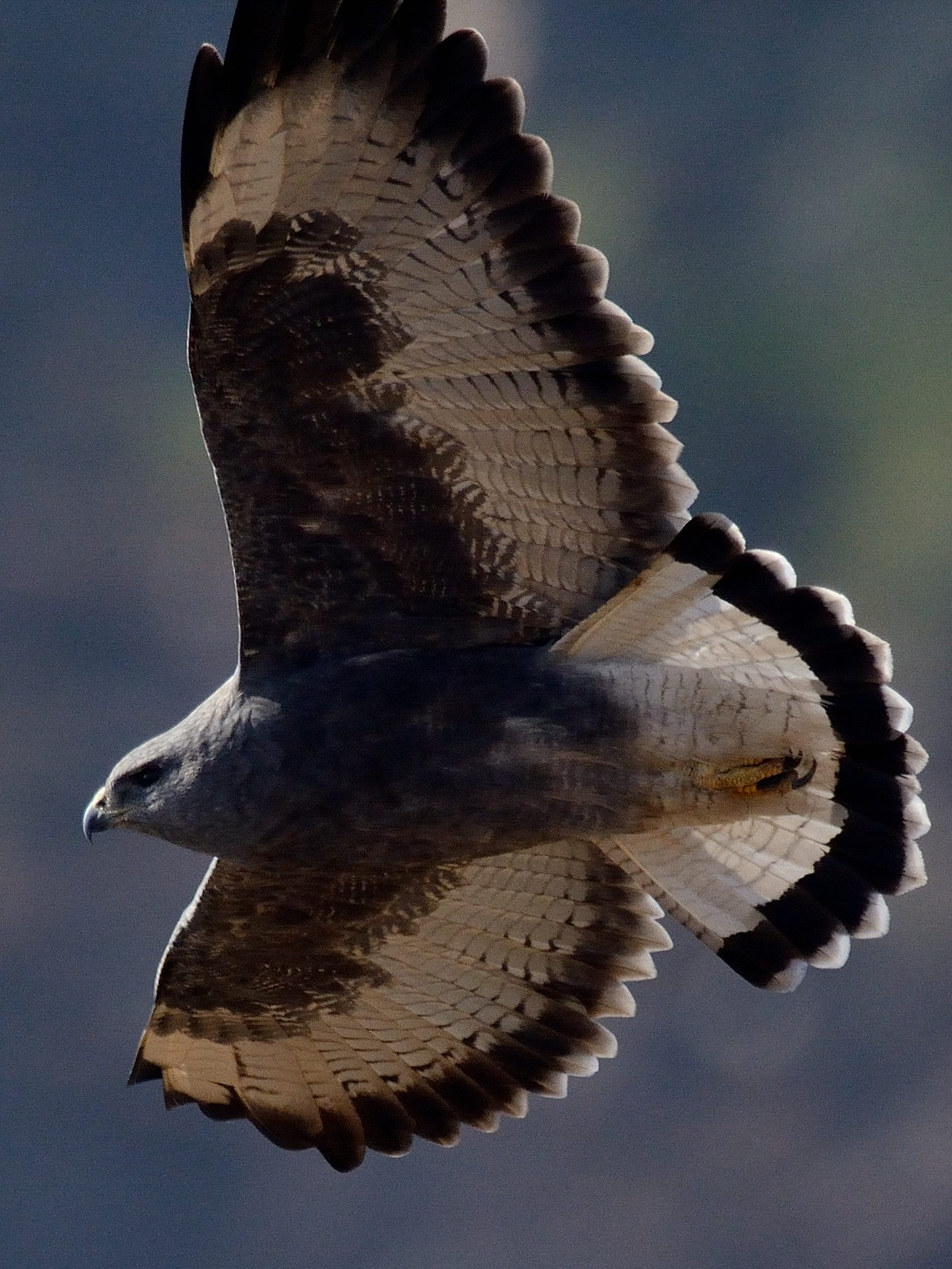
Macho adulto en morfo Oscuro, Santiago de Chile

## Descripción

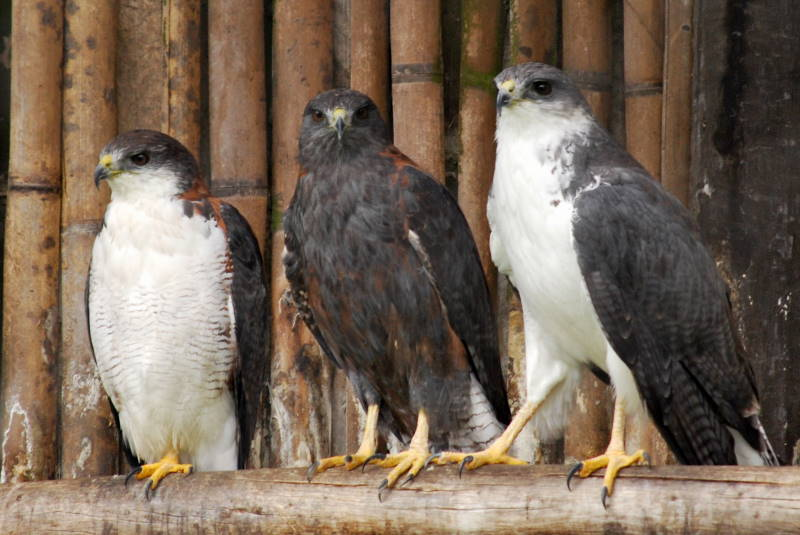
De izquierda a derecha: Hembra adulta fase clara, hembra adulta fase oscura; macho adulto fase clara.

Mide entre 45 y 62 cm de largo, mientras que su envergadura oscila entre los 113 y los 151 cm. Posee un claro dimorfismo sexual; el macho posee un dorso gris y un vientre blanco generalmente, aunque existe un morfo completamente grisáceo. La hembra se distingue por tener los hombros y parte del dorso de color canela o rojizo, aunque a veces se ve ese color en los inmaduros. La hembra también puede presentan un morfo oscuro. Se le distingue por la cola blanca con rayas delgadas negras horizontales y una banda negra subterminal en la cola.

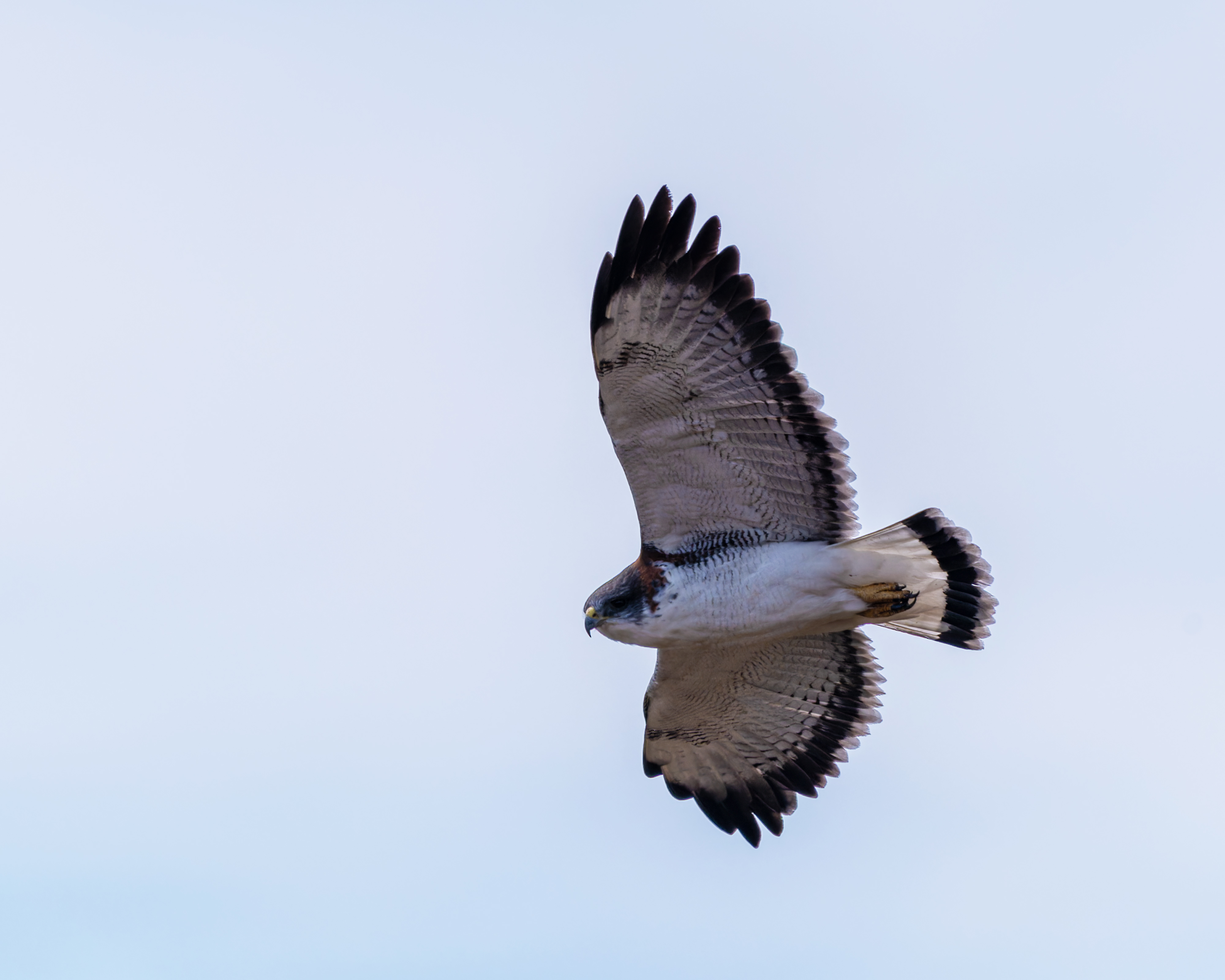
Busardo dorsirrojo en Bolivia.

Pasa por varias fases en su desarrollo variando en los colores entre grises, rufos y marrones.

## Historia natural
Es una especie monógama y suele nidificar en riscos, donde coloca de uno a tres huevos.
Es un muy buen cazador, vive cerca a matorrales, bosques, accidentes de altura y llanuras arboladas.
Se alimenta de pequeños animales mamíferos, reptiles, aves pequeñas, invertebrados y anfibios no mayores que un conejo, además de ser un carroñero oportunista. Para cazar vuela circularmente sobre su objetivo y se lanza en diagonal sobre la misma para golpearla con sus garras.
Al volar despliega las alas en toda su longitud, similar a los gallinazos.